# XXL (北マケドニアのバンド)
XXLは、北マケドニアのスコピエで結成されたガール・ポップ・グループ。スウェーデンのストックホルムで行われたユーロビジョン・ソング・コンテスト2000に楽曲「100% Te Ljubam」で北マケドニアを代表して参加した。
楽曲「100% Te Ljubam」はマケドニア語と英語の両方で録音された。「The Eurovision Song Contest - The Official History」の著者ジョン・ケネディー・オコーナー（John Kennedy O'Connor）は同書で、そのヴォーカルに比してパフォーマンス、ダンスが強調されすぎたことが、大会での低得点につながったと指摘している。
グループのメンバーは
- マリヤ・ニコロヴァ（Марија Николова / Marija Nikolova）
- イヴォナ・ザンポロフスカ（Ивона Џамповска / Ivona Dzampovska）
- ロシツァ・ニコロフスカ（Росица Николовска / Rosica Nikolovska）
- ヴェリツァ・カランフィロフスカ（Верица Каранфиловска / Verica Karanfilovska）

の4名であった。